# Hugh Grosvenor, 1:e hertig av Westminster
Hugh Lupus Grosvenor, 1:e hertig av Westminster, född 13 oktober 1825 på Eaton Hall i Cheshire, död 22 december 1899 i Dorset, var son till Richard Grosvenor, 2:e markis av Westminster och sonson till Robert Grosvenor, 1:e markis av Westminster.
Som earl Grosvenor var Hugh Lupus 1847-1869 medlem av underhuset och tillhörde det liberala partiet, men bidrog dock vid förhandlingarna om rösträttsreformen 1866 till kabinettet Russells fall.
Vid faderns död, 1869, inträdde han i överhuset som markis av Westminster, upphöjdes till hertig 1874 och blev 1880 medlem av Privy Council. Han uttalade sig 1886 emot Home rule.
Eftersom han var stor jordägare inom och utom London , uppträdde Grosvenor som donator till kyrkliga och välgörande ändamål och var därjämte livligt intresserad för kapplöpningar; fem Derbypris erövrades av hans hästar.
Gift 1:o 1852 med sin kusin, lady Constance Sutherland-Leveson-Gower (1834-1880) , dotter till George Granville, 2:e hertig av Sutherland , gift 2:o 1882 med Hon Katherine Cavendish (1857-1941) .

## Barn
1. Victor, earl Grosvenor (1853-1884); gift 1874 med Lady Sibell Mary Lumley (1855-1929)
2. Lady Elizabeth Grosvenor (1856-1928); gift 1876 med James Butler, markis av Ormonde (1844-1919)
3. Lady Beatrice Grosvenor (1858-1911); gift 1:o 1877 med Charles Compton William Cavendish , Lord Chesham (1850-1907)
4. Lord Arthur Grosvenor (1860-1929); gift 1893 med Helen Sheffield (1872-1950)
5. Lord Henry Grosvenor (1861-1914); gift 1:o 1887 med Dora Erskine-Wemyss (1856-1894); gift 2:o 1911 med Rosamund Angharad Lloyd (d. 1941)
6. Lord Robert Grosvenor (1869- d. i Konstantinopel 1888)
7. Lady Margaret Grosvenor (1873-1929); gift 1894 med Adolphus Cambridge, 1:e markis av Cambridge (1868-1927)
8. Lord Gerald Grosvenor (1874-1940)
9. Lady Mary Cavendish (1883-1959); gift 1:o 1903 med Henry William Crichton, Viscount Crichton (1872-1914); gift 2:o 1918 med Hon Algernon Francis Stanley (1874-1962)
10. Lord Hugh Grosvenor (1884-1914); gift 1906 med Lady Mabel Crichton (1882-1944)